# Atlas der wahren Namen
Der Atlas der wahren Namen von Stephan Hormes und Silke Peust ist ein Werk, das eine Übersetzung und kartographische Darstellung von wichtigen Toponymen (geographischen Namen) ins Deutsche aufbereitet.

## Zur Übertragung ins Deutsche
Es werden die „wahren“ – im Sinne der etymologisch korrekten – Bedeutungen eines allgemein bekannten und gebräuchlichen Namens genannt und auf einer Karte eingetragen. Es illustriert damit die Bildhaftigkeit der Ortsnamen und das „babylonisch-polyglotte“ der Übernahmen aus anderen Sprachen.
Die FAZ nannte die Idee des Werkes „witzig und lehrreich“. Die Zeit hingegen kritisierte, dass die Verfasser sich im Zweifelsfall für den erstaunlichsten Namen entschieden hätten.
| allgemein bekannter Name | Bezeichnung im Atlas der wahren Namen | Wortherkunft                                                                      | Gruppe                                                                         |
| ------------------------ | ------------------------------------- | --------------------------------------------------------------------------------- | ------------------------------------------------------------------------------ |
| Amerika                  | Land des mächtigen Kämpfers           | zum Personennamen Amerigo, dieser althochdeutscher Herkunft                       | Deonym nach einem Entdecker, dieser Glückwunsch einer persönlichen Eigenschaft |
| Berlin                   | Sumpfstadt                            | vermutlich zu slawisch br’lo ‚Sumpf, Morast‘ mit Ortsnamen-Endung                 | Lagename zu Flurname: Moorbesiedelung                                          |
| Großbritannien           | Großes Land der Tätowierten           | nach der Volksgruppe der Britto (Bretonen)                                        | Wohnstättenname: Ethnonym nach einer persönlichen Eigenschaft                  |
| Johannesburg             | Gnadegottburg                         | wörtliche Übersetzung des hebräischen Personennamens (urspr. Namensträger unklar) | Deonym nach einem Gründer, dieser Glückwunsch: Theophor                        |
| Kamtschatka              | Land der Leute am hinteren Ende       | nach den Bewohnern Kamtschadalen                                                  | Wohnstättenname: Ethnonym nach einer Wohnstätte oder Lagebezeichnung           |
| Köln                     | Niederlassung                         | lateinisch colonia                                                                | Siedlungstypologie: Gründungsstadt                                             |
| Mailand                  | Mittelwiesen                          | italienisch Milano, lateinisch Mediolanum                                         | Lagename zu Flurform                                                           |
| Sarajevo                 | Hier ist der Palast                   | Sprachgemisch zu türkisch sarây ‚Palast‘ mit serbischer Ortsnamen-Endung          | Siedlungstypologie: nach dem Siedlungskern                                     |

## Aufbau
Die einzelnen Abschnitte zeigen Karten von:
- Deutschland, Schweiz, Österreich
- Europa
- Die Welt

Hinzu kommt eine graphische Darstellung des Sonnensystems, ein Index der wahren Namen und ein Index der deutschen Namen.
Der Atlas wird in Buchform und in Form von Einzelkarten angeboten.